# Tanque pesado T32
El T32 fue un proyecto de tanque pesado iniciado por el Ejército de los Estados Unidos, para crear un sucesor adecuado del M4A3E2 Sherman "Jumbo". La Dirección de Armamento del Ejército dirigió la producción de cuatro prototipos, siendo su principal objetivo que el nuevo tanque comparta varias piezas comunes con el M26 Pershing. Más que su peso es algo formidable como es este tanque jumbo es algo impresionante.   

## Historia y desarrollo
A pesar de su prometedor desempeño durante las etapas finales de la Segunda Guerra Mundial, se pensó que el M26 Pershing tenía un blindaje muy ligero para enfrentarse a la mayoría de tanques pesados y cazatanques alemanes, tales como el Tiger II. Incluso si su cañón podía perforar blindaje satisfactoriamente, se creía que su propio blindaje era insuficiente para resistir los proyectiles enemigos. El trabajo de desarrollar una variante mucho más pesada del M26 Pershing empezó a inicios de 1945. Utilizando la información recopilada en el proyecto del T29 e incorporando un cañón experimental de 90 mm que disparaba proyectiles antiblindaje rígidos compuestos, así como una caja de cambios más avanzada, se produjo el primer T32. El cañón T15E2 instalado en este tanque, era más potente que el del Pershing y similar al del T26E4 Super Pershing, que también empleaba un cañón experimental de 90 mm y al que se le había agrandado el contrapeso de la parte posterior de la torreta para equilibrar el peso del cañón. En la variante T32E1 se eliminaron los puntos débiles en el blindaje frontal, incluyendo la retirada de la ametralladora montada en el glacis. Como consecuencia de todos estos cambios, el chasis del M26 tuvo que alargarse, con una rueda de rodaje adicional en cada lado, incrementando su número a siete para reducir la presión del tanque sobre el suelo a causa de su mayor peso. Después del final de la Segunda Guerra Mundial, el proyecto fue cancelado y los tanques fueron desmantelados.